# Schloss Daschow

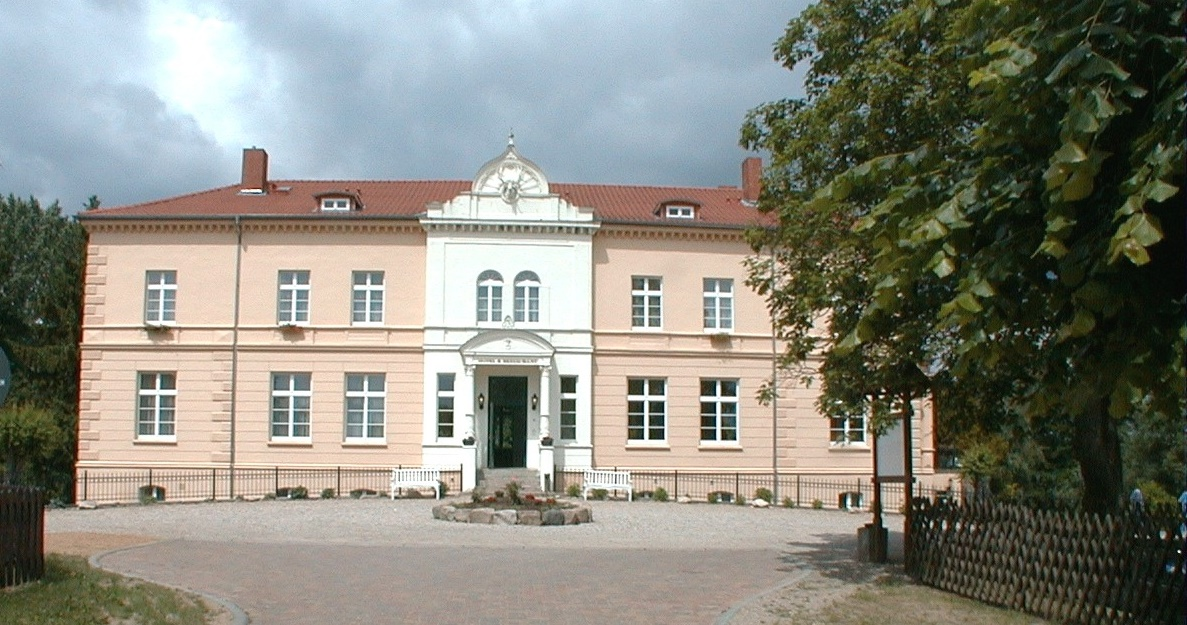
Schloss Daschow (2003)

Das Schloss Daschow wurde als Gutshaus errichtet, zeitweilig als Jagdschloss genutzt, steht heute unter Denkmalschutz und befindet sich in Daschow im Landkreis Ludwigslust-Parchim in Mecklenburg-Vorpommern.

## Geschichte
Das Dorf Daschow wurde urkundlich erstmals am 3. August 1235 als Darsekow erwähnt. Der Schweriner Bischof Brunward bestätigt der Kirche zu Kuppentin das Pfarrgut und die zum Pfarrsprengel gehörenden elf Dörfer, darunter neben Kuppentin noch Zahren, Plauerhagen, Penzlin, Gallin und Daschow. Der Name ist slawischen Ursprungs und vermutlich nach dem Lokator Daržik, Darzkow benannt.
Am 2. März 1382 beurkundet Lorenz, Fürst von Werle, in Güstrow, dass der Knappe Dietrich Samekow aus Daschow dem Kloster Dobbertin zu Seelenmessen eine jährliche Hebung an Geld und Hühnern schenkt. Am 16. Oktober 1382 schenkte er seinen beiden Schwestern Hoborge und Agnes, die Nonnen im Kloster Dobbertin waren, Hebungen aus Kressin auf Lebenszeit. An den Pergamentbändern der Klosterurkunde hängen vier Siegel, darunter eines mit der Umschrift CONRADI DESSINE. 1388 ist zu hören, dass der auf Daschow wohnende Iwan Samekow die Tochter des Knappen Berthold Samekow, einer Plauer Patrizierfamilie heiratete. 1398 wurde ein Daschower Knappe Tydcke Samekow bei Aufzeichnungen über die Räuber in der Wismarer Gegend erwähnt.
Nach dem Kaiserbede-Register von 1496 wohnten damals 22 Personen in Daschow. Als Lehngut derer von Dessin waren nach dem Dreißigjährigen Krieg 1649 nur drei Bauern und Lüder von Dessin in Dassow. Er war fürstlich holsteinischer Hofmeister und Amtmann aus Gottorf bei Schleswig. Nach seinem Tode kaufte seine Witwe 1651 das Kirchen-Lehen der Kuppentiner Kirche für 500 Gulden für sich und ihre Erben vom Kloster Dobbertin. Denn Herzog Adolf Friedrich hatte am 22. Dezember 1649 auf dem Tauschwege das Kuppentiner Kirchenpatronat dem Kloster Dobbertin für die Patronate von Goldberg und Zidderich überlassen. Seit dieser Zeit gehörte das Kuppentiner Kirchenpatronat zu Daschow. Im Beichtkinderverzeichnis von 1704 wurden nur die drei Bauern Jochen Goßmann, Stoffer Malchow und Zacharias Peters mit ihren Knechten, Schaf-, Kuh- und Schweinehirten genannt. Das 518 Hektar große Gut Daschow gelangte 1703 vom fürstlich bischöflich Eutiner Kammerjunker Jürgen von Dessin für 10.000 Reichstaler in den Pfandbesitz des Hauptmanns Otto Friedrich von Pentz, Sohn des Caspar von Pentz auf Redefin und Warsow. Die Hälfte des Kirchenpatronats ging an seinen Schwager Major Henning Lambert von Lützow auf Penzlin. Hauptmann von Pentz wurde am 22. Oktober 1714 in Güstrow vom Hauptmann von Gamm auf Kuppentin im trunkenen Zustand erstochen. Der Herzog in Güstrow ordnete an, dass der entleibte Pentzen durch Pastor Justus Heinrich Linse ohne Solenitäten auff dem Kirchhof in Kuppemtin an der Mauer ohne Consequence, reservata poena, einzuscharren sey. Von 1715 bis 1723 wird das Gut durch mehrere Verwalter betreut. Ab 1723 wurde Hartwig Christoph von Passow auf Radepohl und Wessin der neue Besitzer.
1730 kaufte Berend Ulrich (Bernd Ulrich II.) von Pressentin das Gut in Daschow. 1732 kam aus dem Restorff’schen Konkurs noch das Gut in Kuppentin hinzu. Ein 1765 beim Reichskammergericht angestrebter Prozess der Familie von Dessin wurde 1770 in Schwerin durch einen Vergleich zwischen dem Bevollmächtigten des Königlich Dänischen Majors von Dessin auf Apenwade und den Erben des inzwischen 1769 verstorbenen Bernd Ulrich gegen von Dessin geschlossen. Durch den Lehnbrief vom 5. Dezember 1778 wurde Georg Christoph als alleiniger Besitzer von Daschow anerkannt. Da er keine männlichen Erben hatte, verkaufte sein Bruder Bernd Ulrich IV. Daschow für 12.750 Reichstaler an seine Nichte Wilhelmine Juliane Dorothea von Pressentin (1775–1822). Ihr Mann, Hauptmann Georg Gustav von Hartwig (1774–1821), aus Schwerin, erhielt am 23. März 1808 den Lehnbrief und gehörte zu der 1751 in den Reichsadelsstand erhobenen briefadeligen Familie von Hartwig. Die Vorfahren stammten aus Mecklenburg, aus Bützow. Sein einziger Sohn Wilhelm Ferdinand Carl (Karl) von Hartwig leistete am 27. Juni 1823 den Lehnseid, führte das Gut, wurde als Kirchenpatron bestätigt und war verheiratet mit Ernestine von Bülow-Groß Kelle. Nach 1902 war der Sohn der Vorgenannten Heinrich Theodor Hans von Hartwig (1836–1918) Gutsbesitzer und spätestens ab 1924 dann seine Söhne Rudolf Gustav Georg (1873–1945), Carl-Albert Friedrich (1876–1960) und Forstmeister Kurt Hartwig Hans von Hartwig (1890–1943). Helene von Hartwig-Daschow (1872–1969) war mit dem späteren General Erich von Flotow (1870–1940) verheiratet, lebte aber größtenteils in Berlin.

## Gutsanlage
Das Gutshaus steht auf dem zum Daschower See abschüssigen Gelände. Auf dem ehemals 1,4 Hektar großen Gutspark wurden nach 1945 im Bereich des alten Küchengarten und des ehemaligen Backofens zum Teil Kleingärten angelegt. Inzwischen konnten größere Flächen davon wieder als Park gestaltet werden.
Das Gutshaus bildete den nördlichen baulichen Abschluss des einstigen Gutshofes.
Nach dem Situations-Plan der Hof und Dorf-Gebäude des Gutes Daschow standen um 1730 beidseitig neben dem Wohnhaus der kleine Pferdestall, der Schweinestall und das Backhaus. Beidseitig der Hofanlage befanden sich noch die kleine und die große Sommerscheune, die Winterscheune, der Pferdestall, das Viehhaus und der Wagenschauer. Auf den Wegen nach Plau und Kuppentin standen zwei- bis vierhischigen Dorfkaten als Mehrfamilienhäuser, das Holländerhaus mit dem Molkereipächter und die Ställe. Der Besitz von 518 Hektar Land, Wald, Wiesen und Wasser sind schon 1756 in der Charte von dem adlichen GUTHE DASSHOW auf Verordnung Hertzöglicher Directorial Commission vermessen ANNO 1756 mit Flurnamen verzeichnet worden.
Mit der Übernahme der Gutsanlage durch Bernd Ulrich von Pressentin wurden ab 1735 eine Ziegelei errichtet, eine Meierei erbaut und das Gutshaus vergrößert. 1798 wohnten auf dem Gutshof neben der Familie von Pressentin noch ein Schreiber, ein Reitknecht, drei Pferdeknechte, zwei Ochsenknechte, ein Schäfer-Knecht, eine Ausgeberin, zwei Kammermädchen, sechs Diener. Zum Hof gehörten noch die Holländerei, Schäferei und die Ziegelei. Im Dorf lebten neben 57 Beichtkindern noch 11 schulpflichtige Kinder, ein Schneider und zwei Leineweber.
1843 wurde Daschow mit seinem wohlgebauten Hof an einem See gelegen durch die Landesherrliche Hohe Jagd erwähnt. Am 13. Juli 1916 gab es ein schweres Gewitter, wobei acht Kühe auf der Weide vom Blitz erschlagen wurden, und am 5. Juni 1927 soll ein Orkan auch in Daschow heftige Schäden angerichtet haben. 1928 umfasste das alte Lehngut eine Gesamtgröße von 518,6 ha. 1937 war Karl (Carl) Albert von Hartwig Bürgermeister in Daschow.
Die verbliebenen Wirtschaftsgebäude wurden nach dem Zweiten Weltkrieg umgebaut und werden heute als Wohnhäuser und der Hofplatz als Straße genutzt. Von der einstigen Gutsanlage im Dorf zeugt nur noch das Gutshaus als Schloss Daschow.

### Herrenhaus
Das genaue Baujahr des heutigen Herrenhauses, auch Schloss genannt, und vom Vorgängerbau, einem einstöckigen Fachwerkgebäude, sind nicht bekannt.
Seit dem Einzug Bernd Ulrich von Pressentins wurde ab 1735 das alte Gutshaus vergrößert. Das heutige Schloss soll zwischen 1870 und 1880 erbaut worden sein.
Der zweigeschossige Putzbau von 35 Meter Länge und 16 Meter Breite hat neun Achsen und schließt über ein glattes Trauf- und Kranzgesims mit einem flachen Walmdach nach oben hin ab. Das Kellergeschoss wird außen durch einen kräftigen abgesetzten Glattputz, der an der Rückfront teilweise noch im Original erhalten ist, betont. Auf der Hofseite bringt der Lichtgraben den Sockel besonders zur Geltung. Das Erdgeschoss wird durch ein umlaufendes, breites, ornamentiertes Gurtband vom Obergeschoss getrennt. Die Ecken wurden durch Quaderputz besonders hervorgehoben und die Wandflächen an den Giebelseiten sind ornamental-geometrisch verziert. Kleine Gauben auf dem Dach deuten ein Dachgeschoss an. Auch die Fenster der Hoffront hatten, wie an den Giebelseiten noch vorhanden, Fensterfaschen und Verzierungen.
Von der Dorfzufahrt kommend, ist der Mittelrisalit der Hoffront mit dem kielbogigen Giebelabschluss, dem Tondo und dem Hirschkopf der prägnante Blickfang auf das Gutshaus. Der Architrav mit geometrischer Putzritzung trägt den Friessockel und wird von Lisenen getragen, die zugleich das Obergeschoss rahmen. Im Erdgeschoss überspannen fünf Stufen den Lichtgraben vor der dreiteiligen Tür- und Fenstergruppe für das Portal, dessen segmentbogiger Baldachin mit einem Akroterion sowie einem Wappen in seinem Giebelfeld geschmückt ist. Den Baldachin an der Front tragen kannelierte, korinthische Säulen mit einem über Postamenten mit Beschlagwerksornamentik und seitlich Arkadenbögen über den Pfeilern.
Die Giebelseiten werden durch vortretende Risalite betont, in deren Dreiecksgiebeln sich wiederum Tondi, rechts mit einem Hundekopf, links mit einem Wildschweinkopf befinden. Dem nördlichen Giebel ist im Kellergeschoss ein verputzter Anbau mit Feldsteinrondell, der im Erdgeschoss als Terrasse ausgebildet wurde, vorgesetzt. Über eine seitliche Treppe ist die Terrasse mit der Freifläche zum See verbunden und gleicht so das abschüssige Gelände aus. Die Überdachung der Terrasse besteht aus einer zeittypischen, gusseisernen Konstruktion mit einem Dreiecksgiebel, Rankenornamenten und umlaufendem Mäanderband.
Der Fassade auf der linken Parkseite wurde ein Turm über polygonalem Grundriss vorgestellt. Das Kranzgesims schließt mit einem sehr flache Zeltdach ab. Der schwach vorgezogene Treppenhausrisalit mit seinem geschosshohen Rundbogenfenstern auf der rechte Parkseite schließt mit einem flachen Dreiecksgiebel ab.
Der Bau, ursprünglich klassizistisch angelegt, bezog seinen Schmuck, sowohl an der Fassade als auch im Innenraum, aus dem Fundus der Neurenaissance.

### Besitzerfolge
- 1591 Lüder von Dessin
- 1649 Jürgen von Dessin
- 1702 Kammerjunker Jürgen von Dessin
- 1703 Hauptmann Otto Friedrich von Pentz
- 1715 Kammerrat Jürgen Zülow (als Verwalter)
- 1718 Johann Heinrich Weiten (als Verwalter)
- 1721 Dietrich Frahm (als Verwalter)
- 1723 Hartwig Christoph von Passow
- 1730 Bernd Ulrich von Pressentin
- 1776 Georg Christoph von Pressentin
- 1802 Wilhelmine Juliane Dorothea von Hartwig, geb. von Pressentin
- 1808 Hauptmann Georg Gustav von Hartwig und Pächter Prahst
- 1815 Frau Hauptmännin Wilhelmine von Hartwig (Pächter Schuster)
- 1866 Wilhelm Ferdinand Carl von Hartwig
- 1902 Oberforstmeister Heinrich Theodor Hans von Hartwig
- 1913 Heinrich von Hartwig
- 1924 Rudolf, Carl Albert und Kurt von Hartwig
- 1937 Major Karl von Hartwig

## Weitere Nutzung
Im Zuge der Bodenreform erhielten auch Flüchtlingsfamilien  Ackerland. Das Schloss diente damals als Unterkunft für Flüchtlinge und Umsiedler aus den ehemaligen Ostgebieten und wurde danach als Wohnraum genutzt. In den folgenden Jahren waren im Schloss eine Arztpraxis und die Verkaufsstelle des Konsums untergebracht. Danach wurde es auch als Ferienheim  und Gaststätte genutzt. Der über ein Hektar große Gutspark war teilweise Gartenland geworden.
Die landwirtschaftliche Flächen nutzte die LPG. 1973 übernahm dann die LPG Gut Karow den gesamten Besitz. Die Gärten hatte man aus dem Park entfernt und mit Hilfe des Försters den Weg um den Daschower See mit Eichenpfählen wieder begehbar gemacht.
Nach der Wende hatte 1991 die Treuhandanstalt das Schloss an das Nürnberger Bildungsinstitut bfe-Bildungspark zur Nutzung als Erwachsenenbildungsstätte und Hotelfachschule übergeben. 1997 konnte nach Abschluss der aufwendigen und denkmalgerechten Restaurierung, auch mit Fördermitteln des Landes Mecklenburg-Vorpommern, das Schloss wieder eröffnet werden. 2005 wurde es an einen Hedgefonds verkauft und danach versteigert. 2008 endete der Hotelbetrieb. Nach jahrelangem Leerstand wurde das Gebäude privat genutzt und Anfang der 2020er Jahre der Hotelbetrieb wieder aufgenommen.

### Gedruckte Quellen
- Mecklenburgisches Urkundenbuch (MUB), In Commission der Stiller`schen Hofbuchhandlung (ff. Stiller), Schwerin 1863 ff.
- Mecklenburgische Jahrbücher (Hrsg.): (MJB)
- Ernst Seyfert, Hans Wehner, W. Baarck: Landwirtschaftliches Adreßbuch für Mecklenburg-Schwerin und -Strelitz (1928). In: Niekammer’s Landwirtschaftliches Güter-Adreßbücher (Letzte Ausgabe). Band IV, 4. Auflage, Selbstverlag von Niekammer’s Güter-Adreßbüchern GmbH, Leipzig 1928, S. 122.

### Ungedruckte Quellen
Landeshauptarchiv Schwerin (LHAS)
- LHAS 1.5-4/3 Urkunden Kloster Dobbertin
- LHAS 2.12-3/5 Kirchenvisitationsprotokolle.
- LHAS 5.12-4/3 Mecklenburg-Schwerinsches Ministerium des Innern. Landgemeinden Nr. 6793/2 Hof Daschow 1938–1949.
- LHAS 5.12-4/3 Ministerium für Landwirtschaft, Domänen und Forsten, Abt. Siedlungsamt. Kreis Parchim, Nr. 1379, 1380 Ritterschaftliches Landgut Daschow 19333–1944.
- LHAS 10.9 L6 Personalnachlass Lisch, Friedrich. Nr. 707.

Landeskirchliches Archiv Schwerin (LKAS)
- LKAS, OKR Schwerin, Specialia, Abt. 2. Kuppentin, Kirchenpatronatsrecht des Gutes Daschow an der Pfarre zu Kuppentin 1802.